# بام موريس
بام موريس (بالإنجليزية: Bam Morris)‏ هو لاعب كرة قدم أمريكية أمريكي، ولد في 13 يناير 1972 في كوبر في الولايات المتحدة.

## وصلات خارجية
- بام موريس على موقع مرجع كرة القدم المحترفة.كوم (الإنجليزية)